# Christine Gouze-Rénal
Christine Gouze-Rénal (Mouchard, 30 de dezembro de 1914 — Paris, 25 de outubro de 2002) foi uma produtora cinematográfica e produtora de televisão francesa.